# مرتضى القزويني
مرتضى القزويني (1349 هـ- الآن). هو رجل دين وخطيب حسيني شيعي عراقي معاصر. برز في الإعلام من خلال دروس التفسير التي يلقيها في الصحن الحسيني، والتي تعرضها بعض القنوات الشيعية كالأنوار.

## ولادته ونشأته
اسمه الكامل هو مرتضى بن محمد صادق بن محمد رضا بن محمد هاشم القزويني، كانت ولادته في شهر ربيع الأول 1349 هـ الموافق في شهر أغسطس 1930 م بمدينة كربلاء وبها نشأ وترعرع وابتدأ دراسته، ارتحل إلى مصر ليلتحق بجامعة الأزهر غير أن بعض الظروف حالت دون إتمام دراساته في الأزهر فاضطر إلى العودة إلى وطنه كربلاء.

## دراسته الحوزوية
التحق بالحوزة العلمية في كربلاء فدرس النحو والصرف والبلاغة عند جعفر الرشتي، ودرس كتاب اللمعة الدمشقية عند محمد بن داوود الخطيب، كما تتلمذ في علم الأصول عند محمد حسن آغا مير القزويني، حتى وصل لمرحلة البحث الخارج فحضر دروس مهدي الشيرازي، ويوسف الخراساني، ومحمد هادي الميلاني.

## نشاطه السياسي وخروجه من العراق
كان للقزويني نشاطات مناهضة للحكومات المتعاقبة على العراق، والذي ابتدئه من أيام المد الأحمر الشيوعي حيث أذاع على المنابر فتوى المرجع محسن الحكيم المعروفة ضد الشيوعية والتي صرّح فيها بالقول ”الشيوعية كفر وإلحاد“. ثم مناهضته الصريحة والعلنية لحكم عبد الكريم قاسم، وإثر مواقفه الصريحة من النظام العراقي آنذاك؛ آل به الأمر إلى أن يكون أول رجل دين في العراق يدخل المعتقل السياسي في بغداد، وتلا ذلك نفيه إلى زاخو ثم إلى تكريت في شمال العراق.
وبعد وصول حزب البعث العربي الاشتراكي لسدة الحكم في العراق سنة 1968 م تعرض القزويني لضغوط ومضايقات جعلته يؤاثر الهجرة إلى الكويت، وهاجر إليها فعلاً سنة 1971 م، ولكن الحكومة العراقية أصدرت عليه حكماً غيابياً بالإعدام وهو في الكويت، وصادروا منزله في كربلاء، واعتقل والده محمد صادق القزويني الذي لا يزال مصيره مجهولاً.
استمرت إقامته في الكويت إلى سنة 1980 م، وانتقل بعدها إلى إيران بعد انتصار الثورة، وبقي فيها خمس سنين ثم هاجر في سنة 1985 م إلى الولايات المتحدة الأمريكية، واستوطن مدينة لوس أنجلوس وواصل فيها وظائفه الدينية وأسس بها بعض المشاريع.

## مشاريعه
كانت له العديد من المشاريع أثناء فترة وجوده في الولايات المتحدة الأمريكية، وفي موطنه كربلاء بعد عودته من المنفى منها:
- معهد الدراسات الإسلامية في جنوب كاليفورنيا. معهد يقع في مدينة لوس أنجلس الأمريكية.
- مسجد وحسينية الزهراء. مسجد يقع في نفس المدينة، وقد كان يلقي فيهما المحاضرات والدروس باللغات العربية، والإنگليزية، والفارسية فترة وجوده هناك.
- مدرسة مدينة العلم. هي أول مدرسة إسلامية شيعية بولاية كاليفورنيا، والتي تشمل المراحل التعليمية من رياض الأطفال حتى المرحلة الثانوية، وقد ساهم في إنشاء هذه المدرسة ودعمها مالياً المرجع حسن الإحقاقي.
- مساهمته في إنشاء مسجد أمير المؤمنين في مدينة سان دييگو.
- مستشفى الإمام الحجة. مستشفى خيري بمدينة كربلاء.[6]

## اتهامه بسب الصحابة
وجهت بعض التيارات السلفية في الكويت انتقادات حادة للقزويني إثر محاضرة ألقاها بحسينية مسلم بن عقيل في منطقة الدسمة الكويتية، والتي يقولون أنه تطاول فيها على عمر بن الخطاب. وهو الأمر الذي أدى بالحكومة الكويتية إلى إصدار قرار بمنع دخول القزويني إلى الكويت نهائياً.

## مؤلفاته
له بعض المؤلفات، والتي طبع بعضها، ولا يزال البعض الآخر منها مخطوطاً:
| - أعلام الشيعة. سلسلة تتناول سير أربعة من علماء الشيعة، وهم؛ البهائي، ونصير الدين الطوسي، ومحمد بن الحسن الطوسي، وابن المطهر الحلي. - النبوة والأنبياء. - نظام الزواج والأسرة. - إلى الشباب. | - المهدي المنتظر. - السير إلى الله. - العقل. - مذكرات عن حياتي. |

### كتب
- معجم الخطباء. داخل السيد حسن، طبع بيروت - لبنان، عام 1996 م، منشورات المؤسسة العربية للطباعة والإعلام.

### إشارات مرجعية
1. ↑  كامل سلمان الجبوري (2003). معجم الأدباء من العصر الجاهلي حتى سنة 2002م. بيروت: دار الكتب العلمية. ج. 6. ص. 212. ISBN:978-2-7451-3694-7. LCCN:2003489875. OCLC:54614801. OL:21012293M. QID:Q111309344.
2. ↑  السيد حسن، داخل. معجم الخطباء - ج2. ص. 212.
3. ↑  السيد حسن، داخل. معجم الخطباء - ج2. ص. 216.
4. ↑  السيد حسن، داخل. معجم الخطباء - ج2. ص. 218.
5. 1 2  
السيد حسن، داخل. معجم الخطباء - ج2. ص. 220.
6. ↑  Imam Al-Hujjah Hospital - Karbala نسخة محفوظة 27 يناير 2020 على موقع واي باك مشين.
7. ↑  الشليمي: «نحذر» من مغبة السماح بدخول الكويت للمدعو «القزويني» ومن «سبَّ الصحابة» نسخة محفوظة 19 سبتمبر 2016 على موقع واي باك مشين.
8. ↑  الداخلية: قيد أمني يمنع دخول مرتضى القزويني الكويت نهائيا | Kuwait News نسخة محفوظة 07 أغسطس 2016 على موقع واي باك مشين.
9. ↑  الكويت تمنع دخول المرجع العراقي مرتضى القزويني بشكل نهائي لاراضيها نسخة محفوظة 15 سبتمبر 2020 على موقع واي باك مشين.
10. ↑  السيد حسن، داخل. معجم الخطباء - ج2. ص. 232.
11. ↑  السيد حسن، داخل. معجم الخطباء - ج2. ص. 234.